# Лоудай
Лоудай (на английски: Lodi) е град в окръг Сан Уакин, щата Калифорния, САЩ. Лоудай е с население от 65 884 жители (по приблизителна оценка от 2017 г.) и обща площ от 32 km². Намира се на 15 m надморска височина. ЗИП кодовете му са 95240 – 95242, а телефонният му код е 209.